# Aderus robusticollis
Aderus robusticollis es una especie de coleóptero de la familia Aderidae. Fue descrita científicamente por Maurice Pic en 1927.

## Distribución geográfica
Habita en Vietnam.